# Martina Hill
 (octobre 2018).
Si vous disposez d'ouvrages ou d'articles de référence ou si vous connaissez des sites web de qualité traitant du thème abordé ici, merci de compléter l'article en donnant les références utiles à sa vérifiabilité et en les liant à la section « Notes et références ».
Martina Hill, née le 14 juillet 1974 à Berlin, est une actrice, doubleuse, scénariste, écrivaine, imitatrice et humoriste allemande.

## Carrière
Martina est née en 1974 à Berlin. Sa mère était infirmière et son père était chauffeur de métro. Après avoir obtenu son Abitur en 1995, elle étudie le théâtre.
Martina Hill a percé en 2007 en tant que membre de la série comique ProSieben, Switch Reloaded, qui lui a valu une reconnaissance en tant que comédienne et imitatrice. Ses meilleures parodies visaient des célébrités telles que Heidi Klum, Angela Merkel, Daniela Katzenberger, Gundula Gause, Amy Winehouse, Bill Kaulitz et Dr. Temperance "Bones" Brennan.
Depuis 2009, Hill décrit « l’expert universel » Tina Hausten dans le Heute-show, une adaptation allemande de la satire de l’information américaine The Daily Show. À partir de 2011, Martina Hill a joué dans son propre format, Knallerfrauen, une comédie de sketches primée connue pour son humour vif. Avec la première saison de Knallerfrauen, Martina Hill s'est également fait connaître en Chine.

## Filmographie

### Téléfilm
- 2003 : Un si joli rêve de Josh Broecker
- 2005 : Mädchen über Bord de Hansjörg Thurn
- 2010 : C.I.S. - Chaoten im Sondereinsatz de Erik Haffner : Diana Schwarz
- 2010 : Undercover Love de Franziska Meyer Price
- 2011 : Resturlaub de Gregor Schnitzler
- 2016 : Schubert in Love: Vater werden ist (nicht) schwer de Lars Büchel

### Séries télévisées
- 2006-2007 : Alerte Cobra : Petra Schubert
- Depuis 2006 : Das Beste aus meinem Leben
- Depuis 2007 : Switch reloaded
- 2011-2015 : Knallerfrauen

### Doublage
- 2011 : How to Train Your Dragon 2  de Dean DeBlois :  Valka
- 2013 : Despicable Me 2  de Pierre Coffin et Chris Renaud : Lucy
- 2014 : Cars 2 de John Lasseter et Brad Lewis : Holley Shiftwell

## Théâtre
- 2000 : Erna dans Kasimir und Karoline
- 2000 : Nonne Isabella dans Die Rund- und die Spitzköpfe
- 2001 : Marjorie dans Extremities
- 2001 : Die Frau auf dem Sockel dans Die Frau auf dem Sockel
- 2001 : Medea dans Medea

## Livres
- 2015 : Was mach ich hier eigentlich? So 'ne Art Chinareiseroadmoviebildertagebuch (sorti le 30 mai 2015)

## Nomination
- 2008 et 2012 : Deutscher Fernsehpreis - Best Comedy, pour les comédies Switch reloaded et Knallerfrauen
- 2012 et 2014 : Bambi - Comedy, pour les comédies Switch reloaded, Heute Show et Knallerfrauen